# 2. Klavierkonzert (Tschaikowski)
Das 2. Klavierkonzert op. 44 in G-Dur komponierte Pjotr Iljitsch Tschaikowski 1880/81 und widmete es Nikolai Rubinstein, der fast zeitgleich mit der Uraufführung starb. Uraufgeführt wurde es am 11. März 1881 in Moskau unter der Leitung von dessen Bruder Anton Rubinstein und mit dem Tschaikowski-Schüler Sergei Tanejew am Klavier. Am 12. November 1881 fand das Konzert unter Leitung von Theodore Thomas mit der Pianistin Madeleine Schiller ihr Amerika-Debüt in der Carnegie Hall von New York.

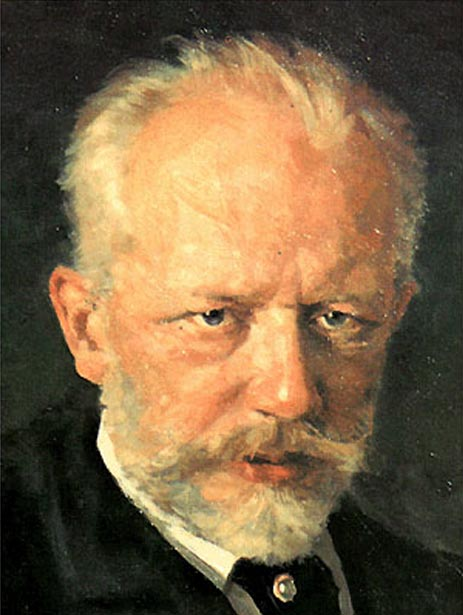
Pjotr Iljitsch Tschaikowski (1893)

## Hintergrund
Kaum ein Konzert hat so wenig nach einem Vergleich mit einem anderen Werk gestrebt und ihn doch unausgesprochen provoziert: Den Vergleich mit Tschaikowskis 1. Klavierkonzert in b-Moll, das 1875 von Boston aus einen regelrechten Siegeszug angetreten war. Man kann sagen, dass diese Entwicklung dem Wirken der zwei nachfolgenden Klavierkonzerte hinderlich gewesen ist. Dabei wurde das 2. Klavierkonzert in G-Dur vom Publikum 1882 durchaus freundlich aufgenommen. Man stieß sich aber an Kleinigkeiten: Der 1. und der 2. Satz waren zu lang, der Kopfsatz im Besonderen schien zudem thematisch sehr verwirrend und mit zu vielen solistischen Kadenzen ausgestattet.

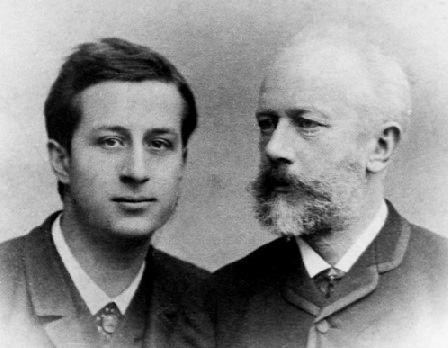
Alexander Siloti und P. I. Tschaikowski

Große Verwunderung rief auch die Tatsache hervor, dass das Klavier im zweiten Satz, dem Andante non troppo sich zurücknimmt und im Wesentlichen zwei andere Solisten begleitet, einen Geiger und einen Cellisten. Prompt hat das Konzert mehrere Bearbeitungen erfahren, der Pianist Alexander Siloti, ein Cousin Sergei Rachmaninows, kürzte den 1. Satz um 24 und den 2. gleich um 200 Takte und korrigierte einige Tempobezeichnungen nach oben, sprich: Das Konzert wurde schneller. 
Bis heute fristet Tschaikowskis 2. Klavierkonzert, das aufgrund seines thematischen Einfallsreichtums und expressiven Dialogpassagen zwischen Soloinstrument und Orchester ein besonderes Zeugnis der romantischen Klaviermusik ist, ein Schattendasein zumeist als Einspielung auf Tonträgern im Rahmen von Gesamtaufnahmen Tschaikowskischer Klavierwerke mit Orchester. Der Pianist Andrej Hoteev hat für seine Einspielung von 1998 den Urtext des Konzerts bemüht, die fehlenden Passagen wieder hinzugefügt und das im Original vorgesehene Tempo eingehalten.
Die Satzbezeichnungen des Konzerts lauten:
- Allegro brillante e molto vivace
- Andante non troppo
- Allegro con fuoco

Die Zusätze e molto vivace, non troppo und con fuoco stammen von Siloti.

## Der Kopfsatz
Das erste Thema in G-Dur, ein dynamisches, scheint weniger der Romantik denn dem Ideal der Wiener Klassik zu entspringen: Klar strukturiert kommt es daher, zuerst im Orchester, vom Klavier wiederholt. Jeder Absatz des Themas wird mit sogenannten Mannheimer Raketen beschlossen, tonleiterförmigen Aufgängen in Sechzehntel-Noten, die ein klassisches Dekorativ zu Mozarts Zeiten bildeten. (Tschaikowski bildete nicht nur Auf-, sondern auch Abschwünge)
Doch schon ab Takt 16 scheint alles nicht mehr so zu sein, wie man es von einer Exposition im herkömmlichen Sinne kennt. Es geht nämlich mit einem etwas anderen Motiv in e-Moll weiter. Insgesamt sechs thematische Ideen weist der Kopfsatz aus, nämlich neben dem Eingangsthema in G-Dur und dem ab Takt 16 weitere ab Takt 32, 78, 147 und 295. Darunter ist natürlich das obligate zweite Thema. Die Taktzahlen betrachtet sieht es so aus, als habe Tschaikowski ein wenig Mathematik in den Kopfsatz eingebaut, jedes neue Thema startet nach einer ungefähren Verdopplung der Taktzahl. 
Und es ergibt sich eine weitere Besonderheit: Alle sechs Themen sind eng miteinander verwoben. Tschaikowski hat einen bestimmten Abschnitt des Themas in G-Dur in den anderen Abschnitten aus immer neuen Perspektiven beleuchtet. Es ist die Kombination der 1-Viertel/2-Achtel/1-Halbe-Notenbewegung im Intervall einer Sekunde, die in allen Themen als Formation auftritt. (Im Thema ab Takt 147 wird sie insoweit modifiziert, dass Tschaikowski nicht an den festen Notenwerten, wohl aber am Sekundenabstand festhält.) Und als wollte er der Enge des Intervalls gleich wieder entfliehen, setzt er dem Motiv stets neue, melodisch weit ausgreifende Melodien sowie Klavierkadenzen hinzu. 
Hinsichtlich des zweiten Themas hat Tschaikowski sich auch etwas Außergewöhnliches einfallen lassen: In Takt 73 bis 77 endlich in der bei der Grundtonart G-Dur für das zweite Thema herkömmlich vorgesehenen Tonart D-Dur angekommen, setzt er in Takt 78 einen schwurbeligen Orchesterakkord, mit dem alles einfach einen halben Ton höher gezogen wird. Das zweite Thema steht somit in Es-Dur. Einer Einleitung durch die Klarinette folgt ein lyrisches Motiv, das in einem Dialog zwischen Klavier und Querflöte versponnen wird. Die Reprise ab Takt 478 wird zuvor von einer solistischen Kadenz über die Mannheimer Raketen des ersten Themas eingeleitet. Sie (die Reprise) ist ganz konzentriert auf das erste und das zweite Thema, die dort im klassischen Sinne unmittelbar aufeinander folgend vorgestellt werden.

## Der 2. Satz
Der zweite Satz in D-Dur beginnt mit dissonanten Akkorden, die sogleich aufgelöst werden, das Orchester intoniert sie wie Seufzer. Es folgt eine solistisch auftretende Violine, die gleichsam den erläuternden Prolog eines Erzählers imitierend zu dem eigentlichen Thema ab Takt 20 führt. Ein ebenfalls solistisch gespieltes Cello tritt hinzu. Das Klavier greift erst spät das Thema auf und setzt diesem im weiteren Verlauf dem ruhigen ein etwas leidenschaftlicheres in Moll entgegen, verweilt aber anschließend nur noch als Begleitung von Violine und Cello, die in einen langen, sich abwechselnden aber auch verschränkenden Dialog getreten sind.

## Der 3. Satz
Der Schlusssatz in G-Dur ist ein typisches Rondo mit verschiedenen russischen Motiven, darunter auch ein kosakisches Thema, das aufgrund seines Schwierigkeitsgrades dem Pianisten ein weiteres Mal Gelegenheit gibt, dem Publikum sein Können zu präsentieren.

## Diskographie
- Emil Gilels, The New Philharmonia Orchestra, Lorin Maazel, E.M.I.
- Emil Gilels, The USSR Academic Symphony Orchestra, Evgeny Svetlanov, Melodiya
- Mikhail Pletnev, Moskow Radio Symphony Orchestra, Vladimir Fedoseyev, Virgin Classics
- Andrej Hoteev[5], Moskow Tchaikovsky Symphony Orchestra, Vladimir Fedoseyev, KOCH-Schwann
- Stephen Hough, Minnesota Orchestra, Osmo Vänskä, Hyperion